# Luik-Centrum
Luik-Centrum (Centre de Liège) is een wijk (quartier) in het Belgische Luik.
Deze wijk omvat enkele buurten (sous-quartiers), en wel:
- Avroy
- Saint-Gilles
- Pierreuse

Verder zijn er enkele karakteristieke buurten (lieux-dits) die geen administratieve betekenis hebben, en wel:
- Le Carré
- Quartier latin de Liège, ook l'Île genaamd
- Féronstrée et Hors-Château, het oudste deel van Luik

Een deel van het centrum valt buiten deze buurten.

## Bezienswaardigheden
Veel bezienswaardigheden worden genoemd in het hoofdartikel Luik (stad). Daar vindt men ook de geschiedenis van Luik weergegeven.
Luik-Centrum telt naast historische gebouwen en musea, tal van pleinen, boulevards en andere belangrijke straten.
De kerken in Luik-Centrum -afgezien van die in de genoemde lieux-dits en sous-quartiers- zijn:
- Sint-Andreaskerk
- Sint-Denijskerk
- Sint-Antonius en Sint-Catharinakerk